# Altstadt (Magdeburg)
Altstadt, Magdeburg-Altstadt – dzielnica miasta Magdeburg w Niemczech, w kraju związkowym Saksonia-Anhalt.